# Вертман, Ферри
Ферри Вертман (нидерл. Ferry Weertman; родился 27 июня 1992 в Амстердаме, Северная Голландия, Нидерланды) — голландский пловец, призёр чемпионатов мира и Европы по плаванию. Чемпион летних Олимпийских игр 2016 года в Рио-де-Женейро в дисциплине по плаванию на открытой воде на 10 км, чемпион мира 2017 года на той же дистанции. Верман второй голландец, который выиграл олимпийскую золотую медаль в этой дисциплине. До него, достижение принадлежало Мартен Ван дер Вейдену в 2008 году.

## Биография
Ферри Вертман родился 27 июня 1992 года в городе Нарден. Начал тренироваться с шести лет в клубе «Otters» восточная часть Амстердама. С 2013 года тренируется на базе NTC (Nationaal Training Centrum).
Выступление на чемпионате мира по водным видам спорта 2014 года в Берлине принесли ему две золотые медали. Высшие награды были добыты в дисциплинах — марафон 10 км и 3×5 км командная. В первом случае, с результатом (1:49:56,2) Вертман обошёл немецкого и российского пловцов. Во-втором, голландская команда с результатом (55:47,8) заняла первое место, оставив позади соперников из Греции (56:05,5) и Германии (56:14,8).
Во время чемпионата мира по водным видам спорта, который проходил в Казани, Вертман завоёвывает серебряную медаль в марафоне на 10 км. Вторая серебряная медаль на его счету в составе голландской команды на дистанции 3×5 км. Поскольку результат голландской и бразильской команд был идентичный (55:31,2), было принято решение наградить обе сборные серебряными медалями. Золото досталось спортсменам из Германии.
Ещё одну золотую медаль Вертман выиграл на соревнованиях во время чемпионата Европы по плаванию на короткой воде, который проходил в голландском Хорне. Обогнав своих главных соперников из Великобритании и Франции, с результатом 1:55:20,6 он занял первое место.
На летних Олимпийских играх 2016 года в Рио-де-Жанейро Вертман завоевал золотую медаль в плавании на открытой воде на 10 км. С результатом 1:52:59,8 он обошёл соперников из Греции (1:53:02) и Франции (1:53:04,8).
На чемпионате мира 2017 года голландский пловец стал чемпионом мира, опередив в упорной борьбе на финише действующего чемпиона американца Джордана Вилимовски.